# ماریسا کلمن
ماریسا کلمن (انگلیسی: Marissa Coleman؛ زادهٔ ۴ ژانویهٔ ۱۹۸۷) بازیکن بسکتبال اهل ایالات متحده آمریکا است.
وی در مسابقات کشوری و بین‌المللی در مجموع برندهٔ ۳ مدال طلا شده‌است.